# 한국의 용

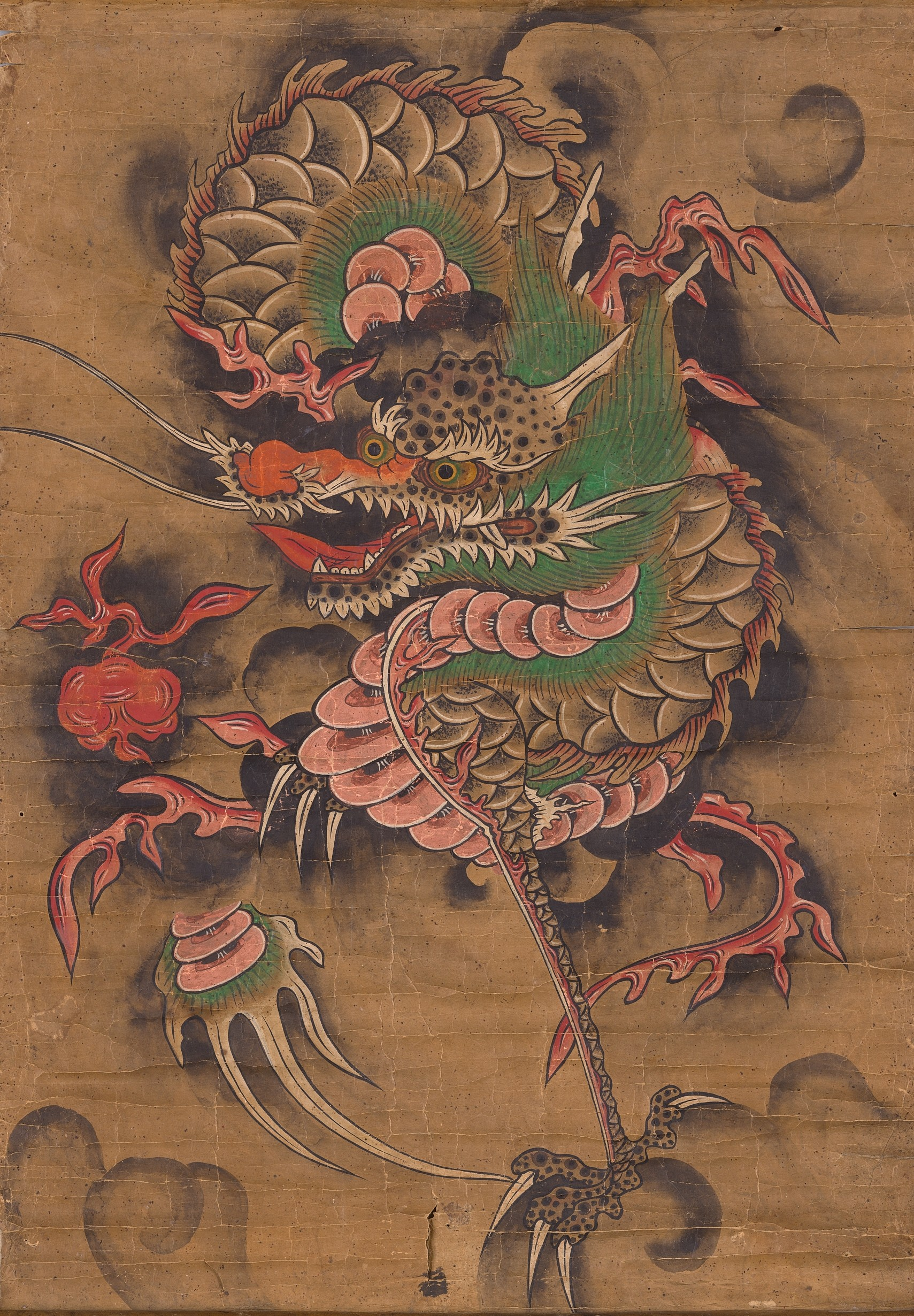
운룡도, 조선, 국립중앙박물관

한국의 용은 한국 신화와 민속에 등장하는 용이다. 순우리말로는 미르라고도 불린다.

## 한국 신화와 문화에서

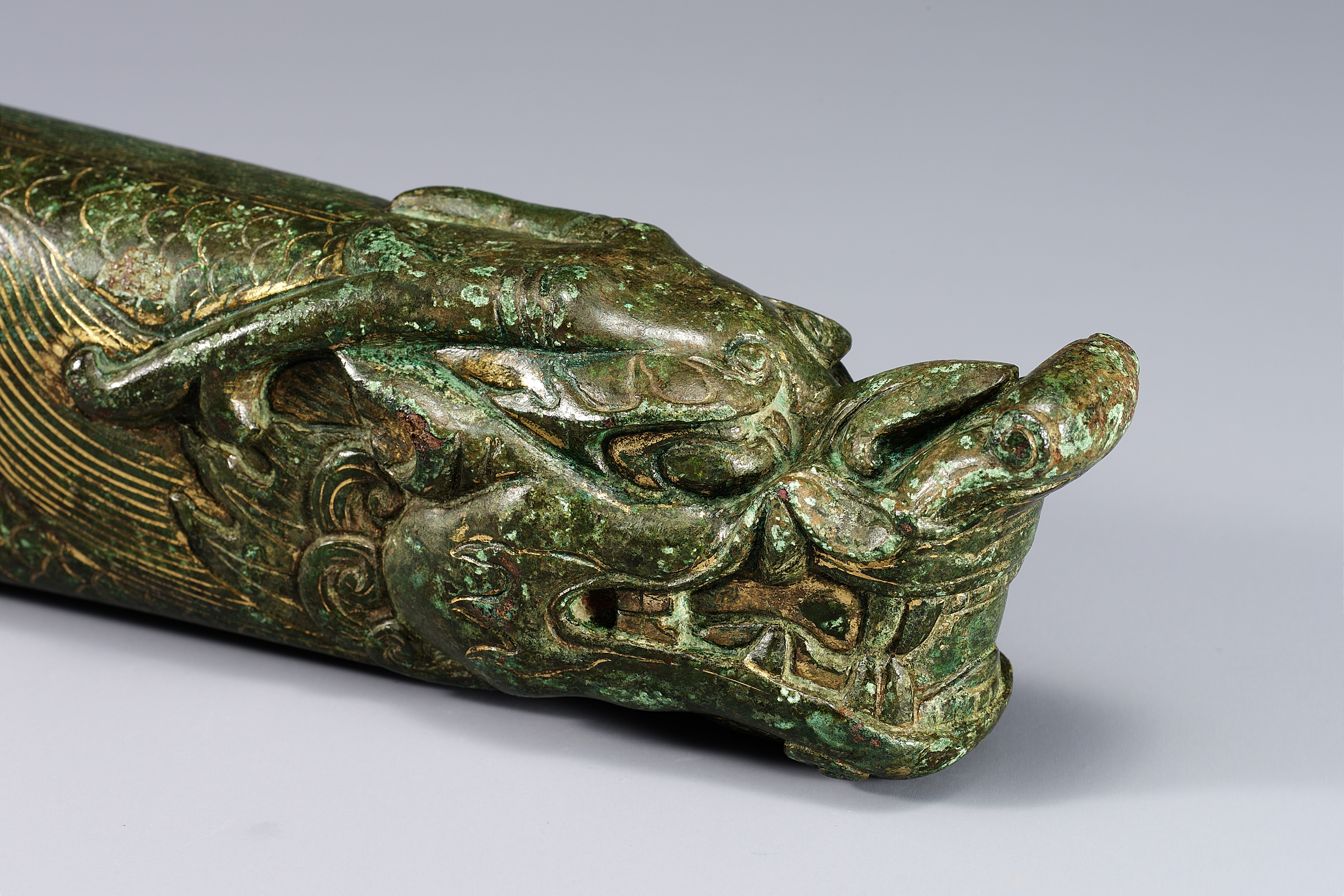
용머리 모양 장식, 고려 시대

대부분의 유럽 신화의 드래곤이 불과 파괴의 요소와 연결되어 있는 반면, 한국 신화의 용은 주로 물과 농업과 관련된 자비로운 존재로, 종종 비와 구름을 가져다주는 존재로 여겨진다. 따라서 많은 한국의 용은 강, 호수, 바다 또는 깊은 산속 연못에 살았다고 전해진다.
용의 상징은 한국 신화와 고대 한국 미술 모두에서 한국 문화에 광범위하게 사용되었다.
고대 문헌에는 헌신, 친절, 감사와 같은 복잡한 감정을 이해할 수 있는 지각 있는 말하는 용에 대한 언급이 종종 나온다. 특히 한국의 한 전설은 위대한 문무왕이 죽기 직전 "한국을 보호하기 위해 동해의 용이 되기를" 바랐다고 전한다.
한국의 용은 중국과 일본의 용과 같은 다른 동아시아 용들과 외모상 여러 면에서 매우 유사하다. 중국 용과는 수염이 더 길게 발달했다는 점에서 차이가 있다.
중국과 마찬가지로 숫자 9는 한국에서 중요하고 길조의 숫자이며, 용은 음양의 정수를 나타내는 81개(9×9)의 비늘을 등에 가지고 있다고 전해진다. 아주 가끔 용이 여의주로 알려진 거대한 구슬을 발톱이나 입에 물고 있는 모습으로 묘사되는데, 여의주를 휘두를 수 있는 사람은 전능함과 마음대로 창조할 수 있는 능력을 부여받았다고 하며, 열등한 삼족룡과 달리 사족룡(구슬을 잡을 엄지발가락이 있는)만이 이 구슬을 휘두를 만큼 현명하고 강력하다고 한다.

## 상징주의
한국의 전통 문화에서 용은 힘, 권위, 보호, 신성한 정당성의 강력한 상징이었다. 이러한 상징주의는 신화를 넘어 왕실과 군대의 정체성의 중요한 상징이 되었다. 대표적인 예로는 곤룡포가 있는데, 이는 조선 시대 왕과 왕세자가 입었던 왕실의 예복이다. 곤룡포는 다섯 마리의 용으로 정교하게 수놓아져 있었는데, 이는 자연과 우주 질서에 대한 왕의 최고 권위를 상징했다. 이 용들은 힘과 주권뿐만 아니라 수호자로서의 왕의 역할과 하늘과 땅 사이의 중개자로서의 역할을 상징했다. 곤룡포에 용 문양을 사용한 것은 착용자의 신성한 통치권을 강화하고 군주제의 신성함을 강조했다.

### 군사적 상징주의

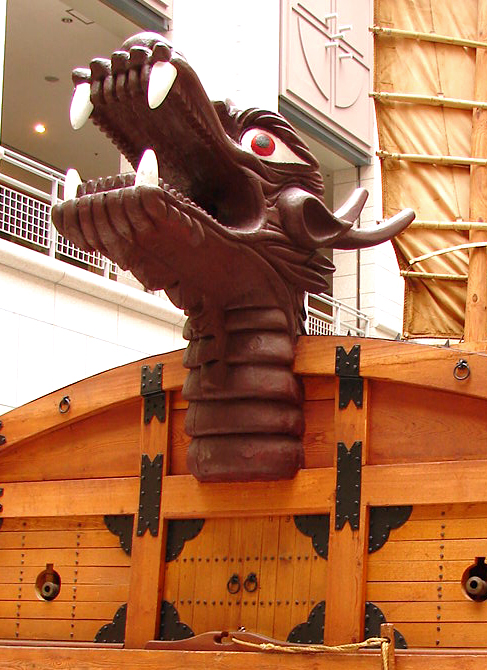
전쟁기념관 (대한민국)의 거북선 용머리

한국의 군사 전통에서 용은 오랫동안 힘, 보호, 신성한 권위의 상징이었다. 이러한 속성은 단순히 신화적인 것이 아니라 군사 디자인과 전략에 적극적으로 통합되었다. 대표적인 예는 조선 시대에 개발되어 이순신 장군이 유명하게 지휘했던 전함인 거북선이다. 거북선의 뱃머리에는 조각된 용머리가 달려 있었는데, 이는 상징적이고 기능적인 목적을 모두 가지고 있었다. 용 문양은 힘과 보호를 구현하여 적에게 두려움을 심어주는 동시에 조선 수군의 사기를 높였다. 일부 역사 기록에 따르면 용머리는 연기나 유황 가스를 내뿜도록 설계되어 해전에서 심리적, 전술적 요소를 추가하기도 했다. 이러한 신화적 이미지와 실용적인 공학의 통합을 통해 용은 한국 군사 정체성의 강력한 상징이 되었다.

## 이무기
한국의 민속 신화에 따르면 대부분의 용은 원래 거대한 뱀을 닮았다고 하는 이무기, 즉 하급 용이었다. 이무기가 무엇이며 어떻게 완전한 용이 되기를 열망하는지를 묘사하는 몇 가지 다른 버전의 한국 민담이 있다. 한국인들은 이무기가 하늘에서 떨어진 여의주를 잡으면 진정한 용, 즉 용이나 미르가 될 수 있다고 생각했다. 또 다른 설명은 이무기가 저주를 받아 용이 되지 못한 뿔 없는 용과 같은 생물이라고 말한다. 다른 이야기에 따르면 이무기는 완전히 성장한 용이 되기 위해 천년을 견뎌야 하는 원시 용이다. 어느 경우든 이무기는 물이나 동굴에 사는 크고 자비로운 비단뱀과 같은 생물로, 이무기를 목격하는 것은 행운과 관련이 있다고 한다.
이무기는 이시미, 미리, 영노, 강철이, 꽝철이, 깡철이, 바리, 훼룡(虺龍), 또는 이룡(螭龍)이라고도 불린다.

### 대중문화에서
- 2007년 한국 영화 디워에서는 선한 이무기와 악한 이무기 두 마리가 여의주(여의주)라고 불리는 힘의 원천을 차지하기 위해 경쟁하는 모습을 볼 수 있으며, 이를 통해 둘 중 하나가 용이 될 수 있다. 결국 악한 이무기는 힘의 원천을 차지한 직후 라이벌에 의해 파괴된다. 여기서는 악한 이무기가 더 어두운 색이고 날씬하며 코브라와 유사한 유연하지 않은 후드가 특징인 반면, 선한 이무기는 더 창백하고 퉁퉁하며 후드가 없고 비단뱀과 더 유사하다는 점에서 물리적으로 다르다. 영화의 내레이션은 많은 이무기가 동시에 존재하며 그 중 일부만이 용이 될 운명임을 암시한다.
- 이무기는 2020년 한국 드라마 구미호뎐의 주요 길항제이다. 이 시리즈에서 이무기는 인간의 모습을 한 뱀으로 묘사되며, 인간을 조종하고, 치명적인 전염병을 감염시키고, 사람들의 마음을 읽을 수 있는 능력을 가지고 있다. 과거에 그는 용의 영혼이 되려고 시도했지만 실패했다. 실패 후 그는 왕국을 장악하려고 시도했지만 산신 이연과 왕국의 공주 아음의 도움으로 죽임을 당했다. 현재로 돌아와 부활한 그는 이연과 아음의 환생인 남지아 모두에게 복수를 꾀한다.
- 이무기 강철이는 2025년 사극 로맨틱 코미디/판타지 한국 드라마 귀궁에서 중심을 차지한다. 이 이야기는 이무기, 특히 강철이에 대한 민속 설화 전통에 크게 의존하는데, 강철이가 하늘로 날아가는 것을 인간 아이가 보게 되어 승천에 실패한다. 인류에 분노하고 원한을 품은 그는 나라를 지나가면서 땅을 불태워 복수한다. 수십 년간 끊임없이 방랑하던 그는 놀라운 능력을 가진 무당의 손녀를 발견하고 그녀를 이용해 용으로 승천할 또 다른 기회를 얻으려 하지만, 상황은 그의 계획대로 흘러가지 않는다.

## 강철이
강철이는 17세기에 등장한 한국 신화에서 인기 있는 용 모양의 괴물이다. 강철이가 언급된 가장 초기의 기록 중 하나는 지봉유설(1614)이다. 그 당시 "강철이가 가는 곳은 가을이라도 봄 같다"는 옛말이 있었다. 저자 이수광이 시골의 한 노인에게 이 단어의 유래를 묻자, 노인은 몇 마일 이내의 모든 것을 불태우는 강철이라는 괴물에 대해 이야기해 주었다. "성호사설"(18세기 중반)의 기록에 따르면 강철이는 늪이나 호수에 살기를 좋아하는 독룡으로, 수분을 파괴하고 가뭄을 일으키는 강력한 열을 방출한다. 또한 폭풍, 번개, 우박을 가져와 작물을 망친다.

## 계룡
한국의 코카트리스는 계룡(鷄龍) "닭용"으로 알려져 있으며, 용만큼 자주 등장하지는 않는다. 때로는 중요한 전설적 인물들의 수레를 끄는 짐승이나 전설적 영웅들의 부모로 여겨지기도 한다. 그러한 전설 중 하나는 신라 건국과 관련이 있는데, 알영부인은 계룡의 알에서 태어났다고 전해진다. 이는 또한 충청남도 계룡시의 지명 유래이기도 하다.

## 갤러리

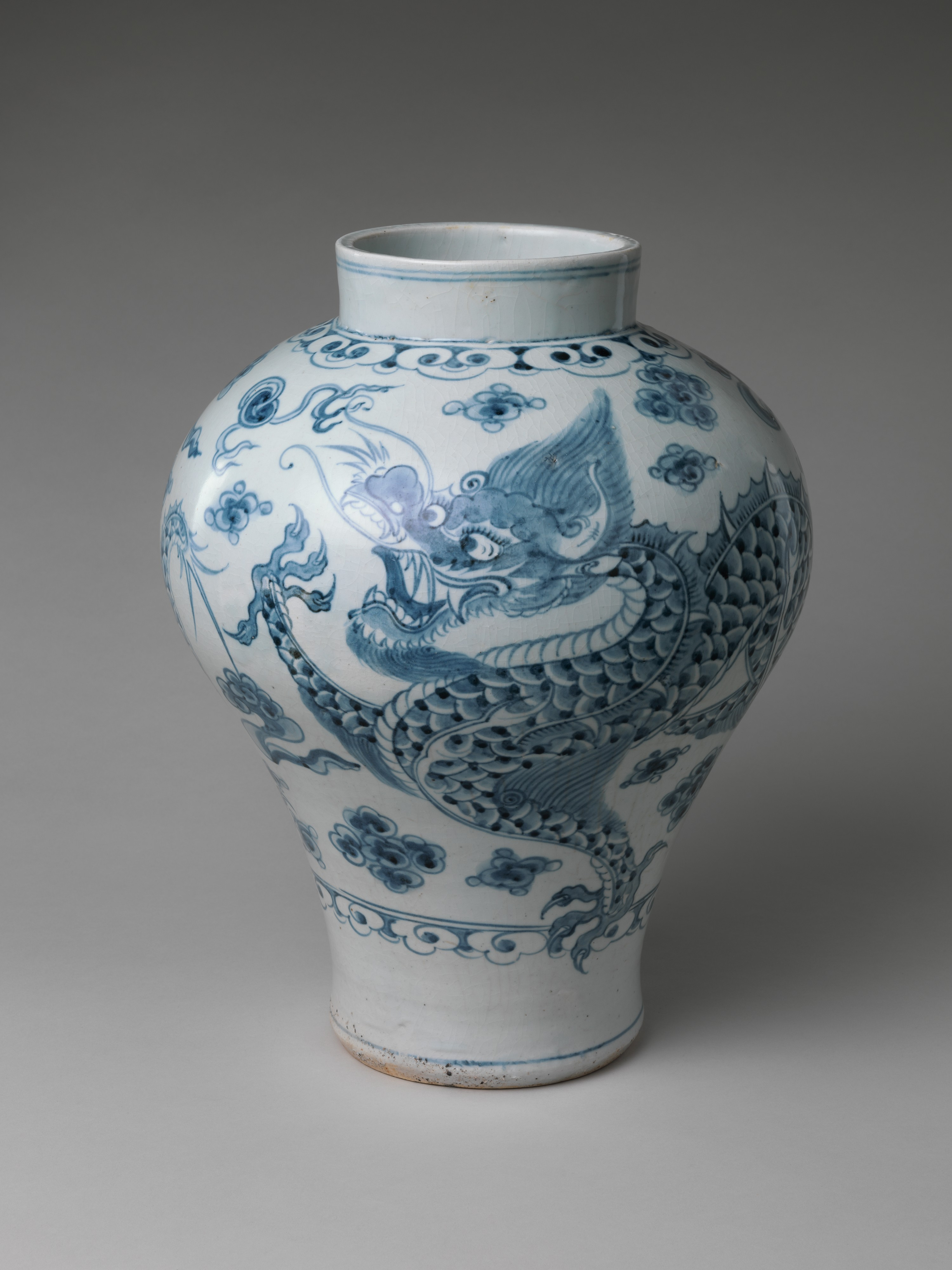
백자 청화 용무늬 항아리, 조선, 메트로폴리탄 미술관
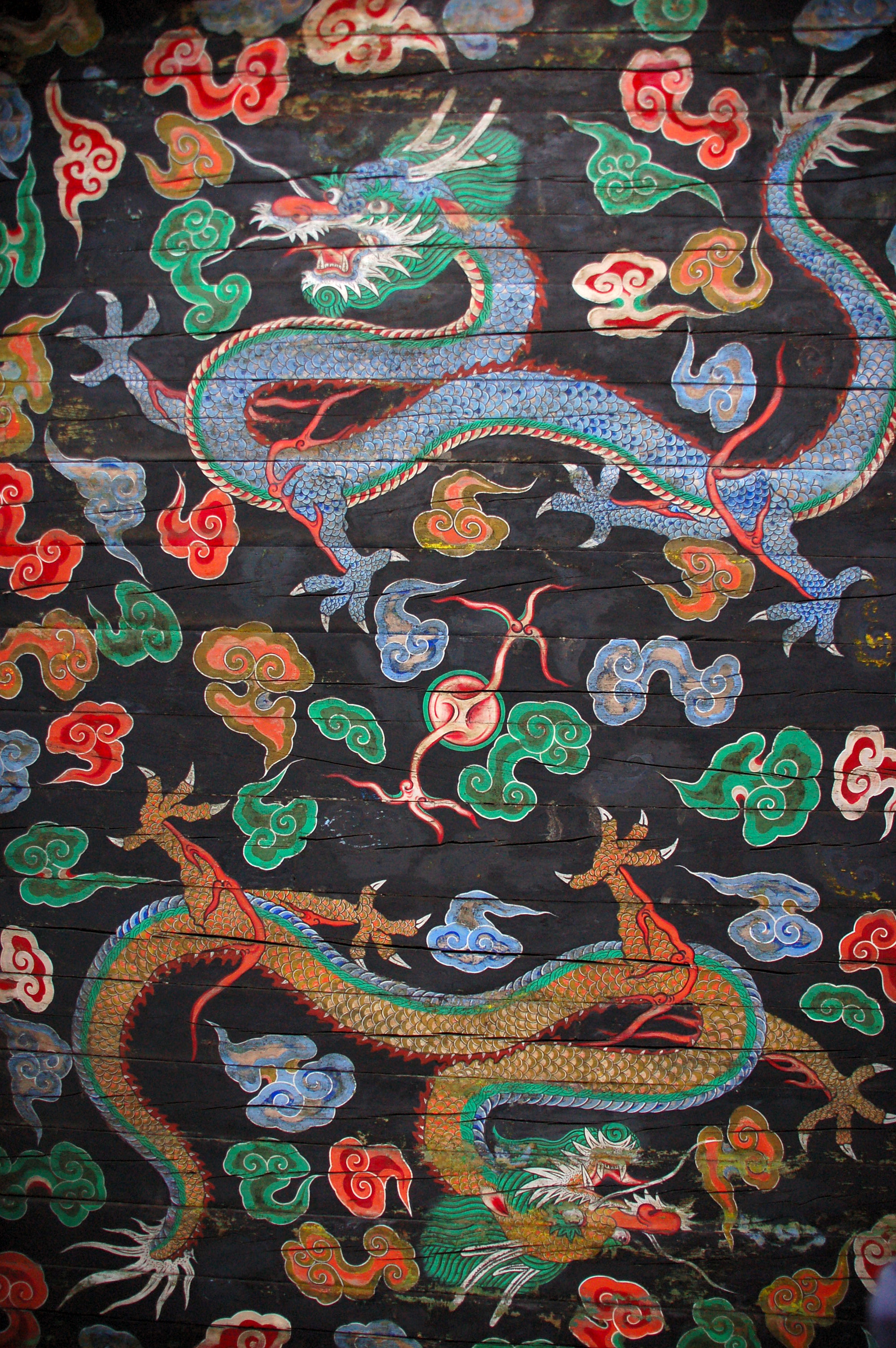
숭례문에 묘사된 청룡과 황룡
고구려 고분 벽화의 청룡
한벽루의 청룡
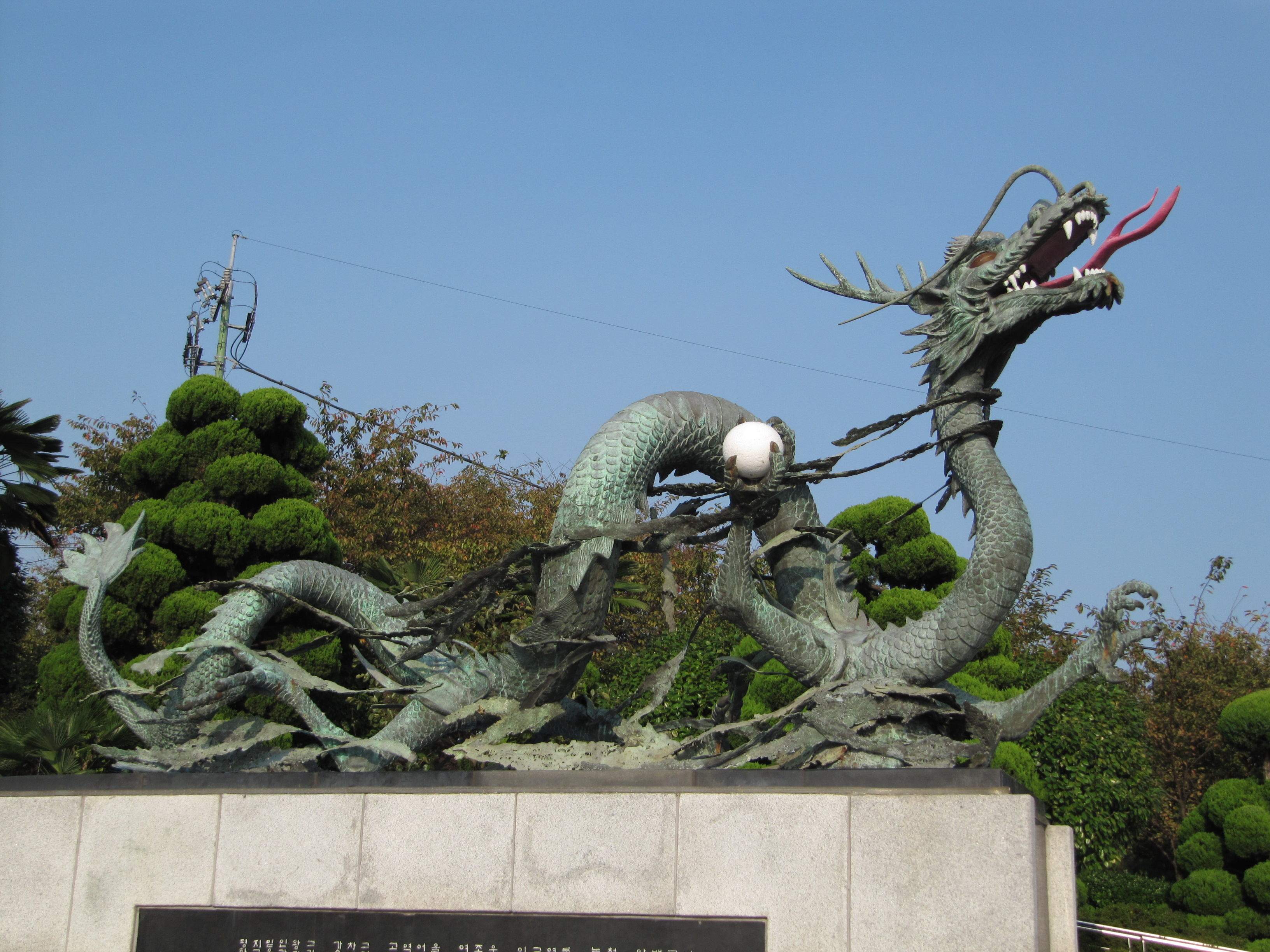
용두산공원의 용탑
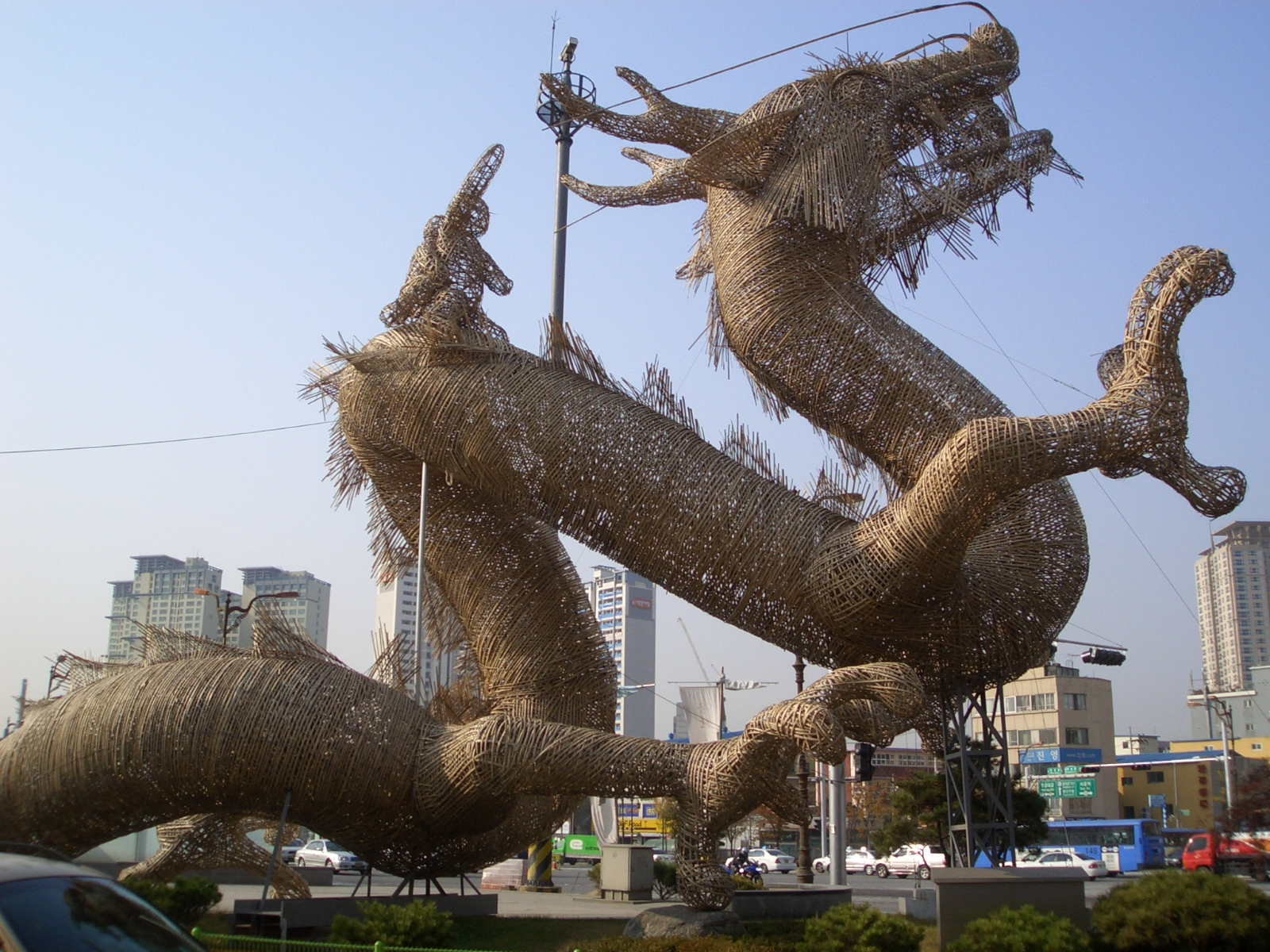
용산구 삼각지역 근처 한강로에 전시된 대나무 용, 용산구 124주년 기념.

## 같이 보기
- 중국의 용
- 드루크, 부탄 신화의 천둥 용
- 일본의 용
- 나가, 남아시아 및 동남아시아 신화의 힌두교 및 불교 생물.
  - 바쿠나와, 필리핀 신화에 묘사된 달을 먹는 바다 용
- 베트남의 용

## 더 읽어보기
- Bates, Roy, Chinese Dragons, 옥스퍼드 대학교 출판부, 2002.
- Bates, Roy, All About Chinese Dragons, China History Press, 2007.
- 'Korean Water and Mountain Spirits', in: Ingersoll, Ernest, et al., (2013). The Illustrated Book of Dragons and Dragon Lore. Chiang Mai: Cognoscenti Books. ASIN B00D959PJ0